# جورجيوس إياتريديس
جورجيوس إياتريديس (القرن التاسع عشر – القرن العشرين) هو مبارز بالسيف يوناني راحل، مثّل بلاده في الألعاب الأولمبية الصيفية 1896.

## روابط رياضية
جورجيوس إياتريديس على موقع أوليمبيديا (الإنجليزية)